# 島村盛実
島村 盛貫（しまむら もりつら）は、戦国時代の武将。浦上氏の家臣。備前国高取山城主。
軍記物では島村豊後守盛実、観阿弥の説話が知られるが、一次史料で確認できるのは”貫”を通字とする島村氏の一族盛貫であり、浦上宗家（宗景・政宗分裂後は本家である政宗）の重臣として活動した。

## 略歴
享禄四年、大物崩れにより討ち死にした村宗の嫡男虎満丸（後の政宗）は幼少のため浦上国秀の後見を得て赤松氏との抗争、続く尼子氏との侵略へ対抗したが、盛貫は天文二年に官途を受ける前の島村彌三郎として境界裁定を直接下す若手有力者としての姿を見せ、天文期には浦上国秀、角田佐家と並んで外交・裁定を下す書状に連署して奉行として活動するなど幼少の主君を支えて国政を担った。盛貫は、島村秀久・景貫同様に備前郡代としての立場で浦上氏の宿老であったと見られる。
江戸時代の脚色・創作が入った軍記物などで「天文3年（1534年）、浦上家中で険悪な仲だった宇喜多能家を砥石城に奇襲し自害に追いつめた。その後は浦上家中にて権勢を大いに振るったが、能家の孫・宇喜多直家によって永禄2年（1559年）に謀反の容疑をかけられて暗殺された」とされてきたが、古い記録にはこのような盛貫による能家の殺害や、それを受けた直家による仇討談は存在せず、本蓮寺書状の付け書きから窺えるように島村氏の元服前の子供衆が宇喜多興家を諍論の挙げ句殺害したため、喧嘩両成敗で子供衆も死罪となった件を盛貫が調停をしたことが、「盛貫との不和による興家殺害」、さらには「盛貫（盛実、観阿弥）による能家殺害」と説話上変化していったようだ。
『大友宗麟書状 田村文書』での「播磨浦上事、如御存知、兄弟不和に候つるか、・・・就夫渦中之者、一両人生害さセ候由候」という言及や、盛貫の活動が絶えたこと、その跡地が他の氏族に宛行われていることから同じ重臣である中山勝政とともに、永禄5年末に殺害されたようだ。浦上兄弟は永禄5年末に和睦しており、その政治的変化の責任を取らされたか、宗景にとって邪魔な有力者であるため排除されたと見られる。